# Kościół św. Wawrzyńca w Rotterdamie
Kościół św. Wawrzyńca w Rotterdamie (hol. Grote of Sint-Laurenskerk lub Laurenskerk Rotterdam) – kościół protestancki położony przy Grotekerkplein 27 w Rotterdamie. Jest głównym kościołem miasta. Zbudowany w latach ok. 1449–1525 jest jedynym późnogotyckim budynkiem, jaki ocalał ze średniowiecznego Rotterdamu. Zniszczenia, jakich kościół doznał w czasie II wojny światowej i jego późniejsza odbudowa stały się symbolem wzlotów i upadków miasta i jego mieszkańców. Dziś robiący ogromne wrażenie kościół jest fenomenem pośród nowoczesnych budynków "Manhattanu nad brzegiem Mozy". Figuruje w rejestrze zabytków pod numerem 32783.

## Historia

### XV–XVI w.
1449 uważa się za rok powstania obecnego budynku kościoła; zbudowano wówczas dolne partie jego wieży. Kościół poświęcony św. Wawrzyńcowi był jednak wymieniany na tym miejscu już kilkaset lat wcześniej. Szerokość naw bocznych obecnego kościoła wskazuje, iż nowy kościół przypuszczalnie zbudowano wokół starego, co nie było czymś niezwykłym w tamtym czasie. Ze względu na osiadanie gruntu kilka kaplic prawdopodobnie wyburzono i ponownie zbudowano na początku XVI w. Kościół od wieży pierwotnie oddzielała grobla Slikvaart. Zasypano ją ok. 1460 w związku z budową nowego kościoła. W latach 1460–1472 zbudowano obecną nawę. Ok. sierpnia 1465 miała miejsce konsekracja tej części kościoła. Mniej więcej w latach 1488–1513 zbudowano obecne prezbiterium i transept. W roku 1572 do Rotterdamu zawitała reformacja, w wyniku której kościół św. Wawrzyńca przeszedł w ręce protestantów. Większość rzeźb i ołtarzy została usunięta, a wnętrze kościoła dostosowano do wymogów nowej zreformowanej liturgii.

### XVII–XVIII w.

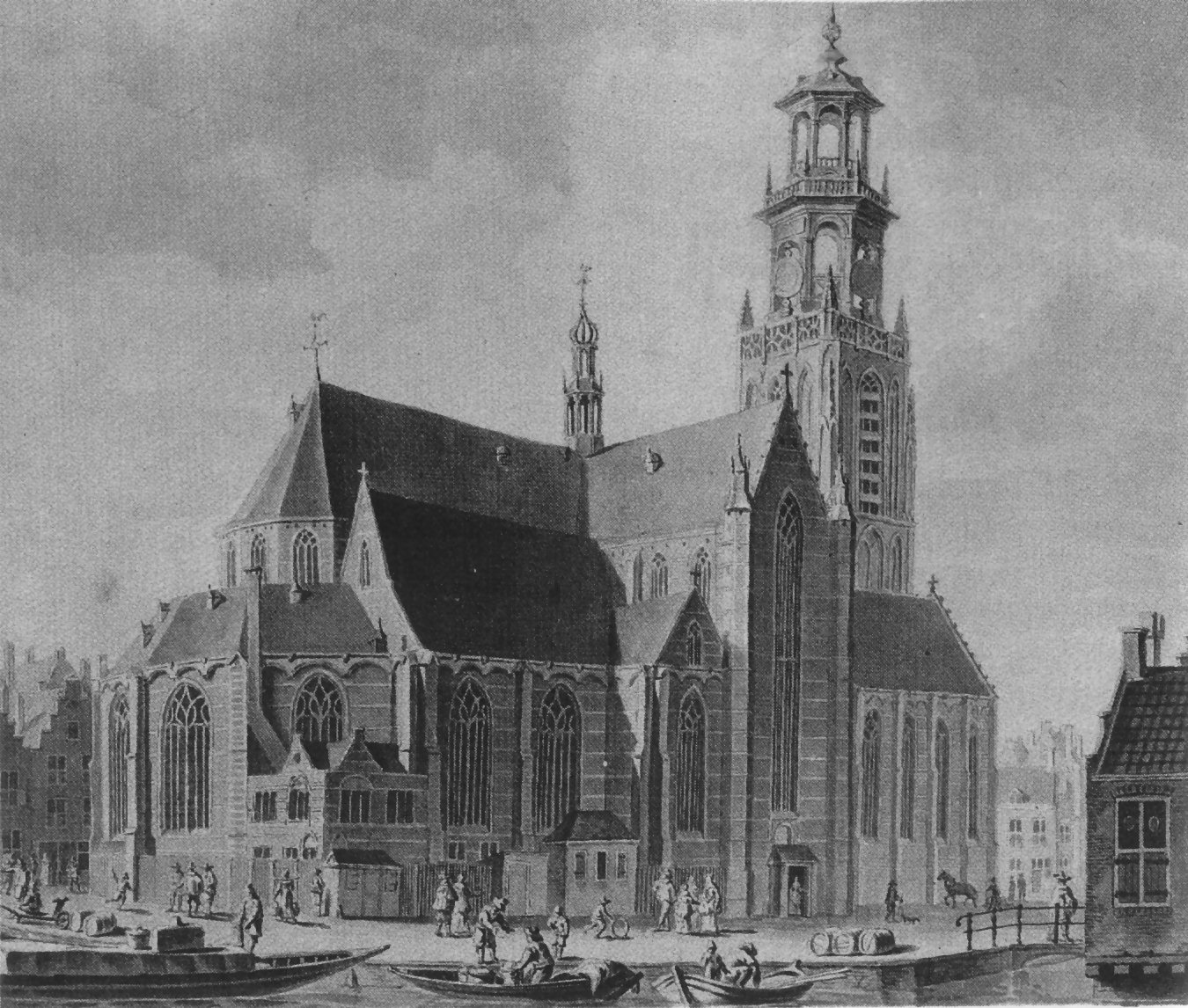
Kościół św. Wawrzyńca ok. 1760 według rysunku Leenderta Brassera

W latach 1619–1621 nadbudowano wieżę wieńcząc ją drewnianym hełmem według projektu amsterdamskiego architekta Hendricka de Keysera. Jednak z powodu gnicia drewna w niektórych elementach konstrukcyjnych już w 1642 postanowiono hełm rozebrać.
W latach 1645–1646 wieża otrzymała nowy hełm zaprojektowany przez Dirca Davidsza. W celu wzmocnienia wieży jej nadbudowę wykonano z kamienia. W 1650, w wyniku ciężkiej burzy wieża została uszkodzona. W latach 1651–1655 przebudowano ją wzmacniając fundamenty i stosując nowe techniki palowania. W 1661 w wieży zamontowano 36-dzwonowy carillon odlany w ludwisarni F. Hemony.
W 1795, po proklamowaniu Republiki Batawskiej, tymczasowa rada miasta Rotterdam nakazała usunięcie wszelkich przejawów „różnic”: wszystkich herbów, chorągwi żałobnych i herbów z płyt nagrobnych. Działania te wpłynęły zasadniczo na wygląd wnętrza kościoła.

### XX w.

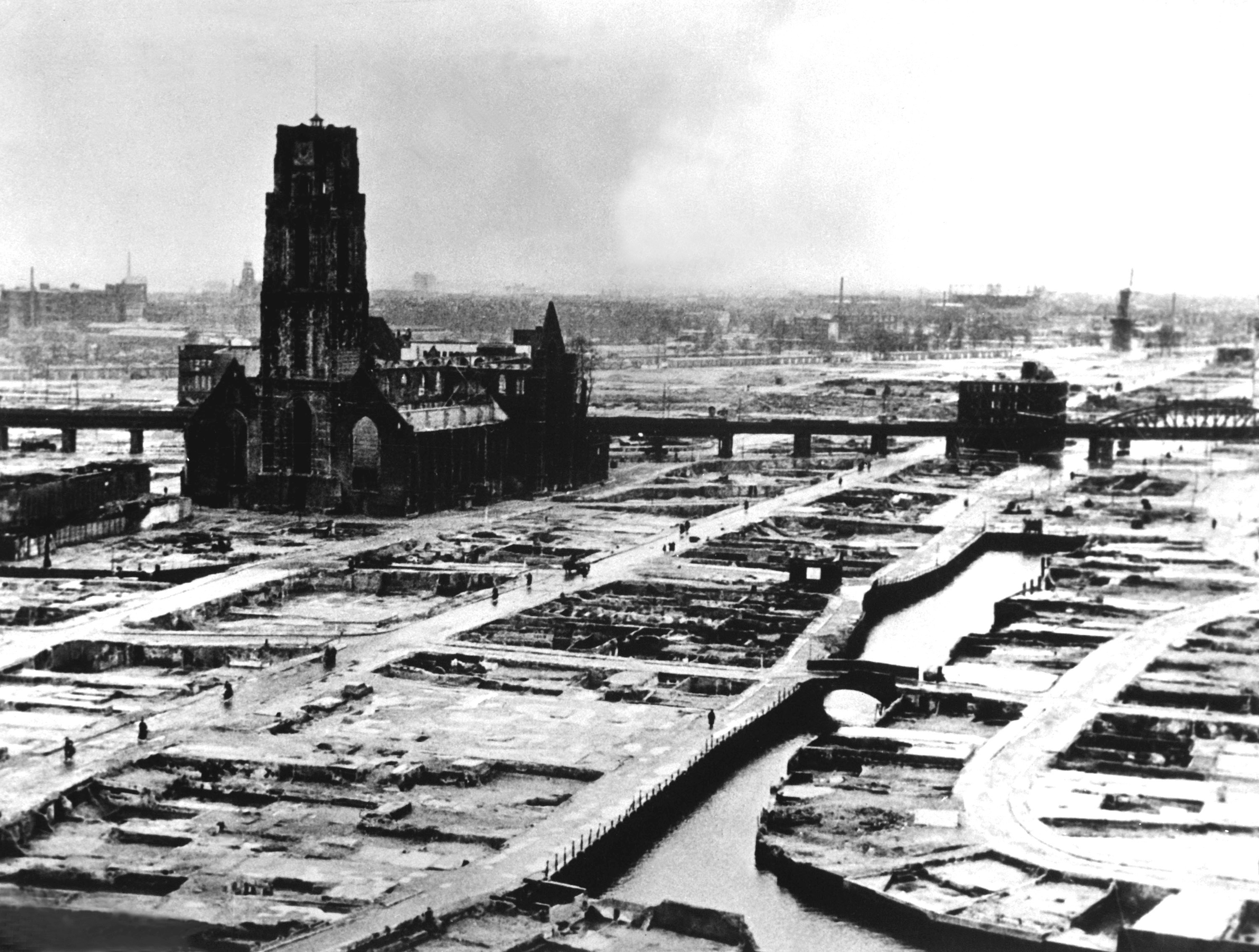
Kościół św. Wawrzyńca wśród ruin po zbombardowaniu Rotterdamu przez Luftwaffe w 1940

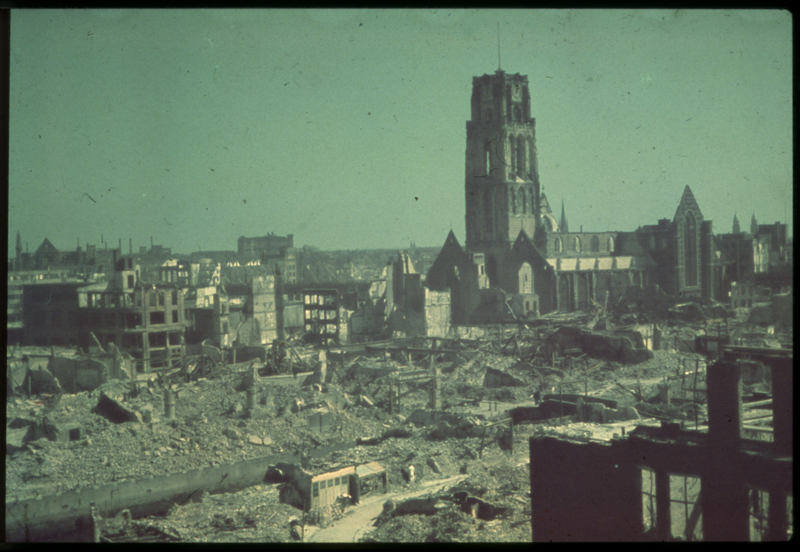
Kościół św. Wawrzyńca w 1940 (Agfacolor)

14 maja 1940 zarówno kościół, jak i wieża zostały bardzo poważnie zniszczone przez pożar powstały w wyniku zbombardowania Rotterdamu przez Luftwaffe. Ocalały tylko mury kościoła i jego wieża.
W 1947, pod kierunkiem architekta miejskiego L. Voskuila, podjęto dzieło renowacji i rekonstrukcji zniszczonego budynku. Później, pod kierunkiem architekta J. Poota, rozpoczęto również odbudowę wieży.
19 maja 1952 królowa Juliana położyła pierwszy kamień pod odbudowę kościoła. Odbudowa, pod kierunkiem architektów J.C. Meischke i A. v.d. Steura, została przeprowadzona w 3 etapach: transept, prezbiterium, oraz nawa wraz z północnym i południowym ramieniem transeptu. Po śmierci Meischkego nadzór nad pracami przejął architekt J.W.C. Besemer. 24 października 1959 w obecności królowej Juliany oddano do użytku (po raz kolejny) transept kościoła. Odbudowę prezbiterium ukończono 22 grudnia.
31 maja 1968 ukończono pokrycie dachu nawy. Oznaczało to zakończenie restauracji kościoła.
15 grudnia 1968 kościół w trakcie uroczystej ceremonii, w obecności rodziny królewskiej, został oddany do użytku. 22 grudnia tego samego roku w portalu wieży zamontowano drzwi, zaprojektowane przez włoskiego artystę Giacomo Manzù; ich motywem ikonograficznym jest wojna i pokój.
W 1973 w kościele zamontowano główne organy, zainaugurowane 7 grudnia.
W 1981 oddano do użytku nowe pomieszczenia biurowe, dobudowane w latach 1976–1981 do północnej strony kościoła według projektu Quista.

## Architektura
Kościół św. Wawrzyńca jest bazyliką zbudowaną na planie krzyża łacińskiego. Sześcioprzęsłowa nawa główna jest flankowana szerokimi nawami bocznymi, wzdłuż których biegną małe, płytkie kaplice. Prezbiterium otacza niższa, zamknięta pięciokątnie apsyda. Przestrzeń pod prezbiterium była ograniczona ze względu na sąsiedztwo rzeki Rotte. Elewacje kościoła wykonane są z cegły przekładanej warstwami ciemniejszego kamienia. Filary i poszczególne ozdoby wykonane zostały z piaskowca. Zarówno nawa główna jak i nawy boczne przekryte są sklepieniem kolebkowym.

## Wnętrze

### Lektorium

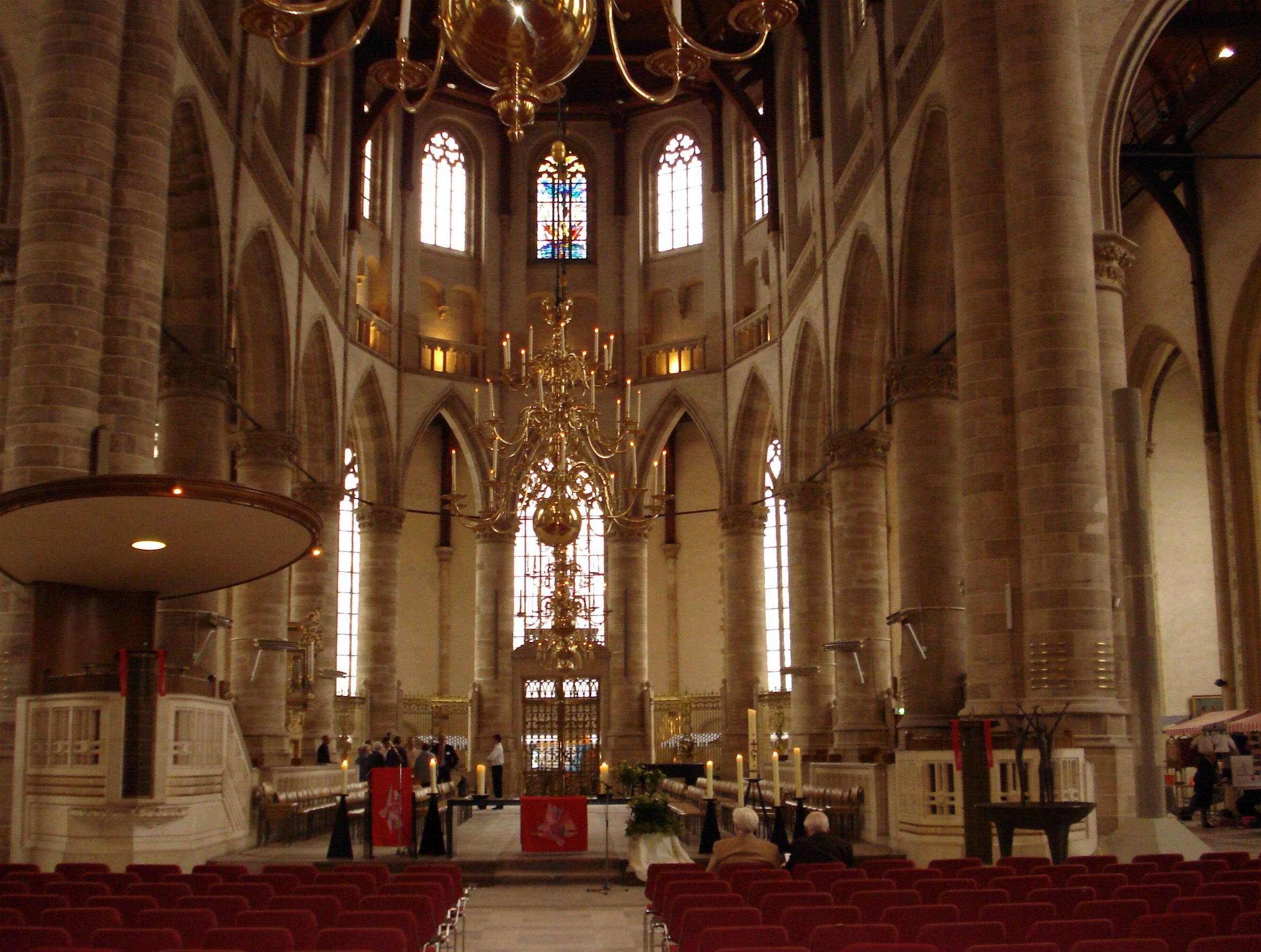
Wnętrze kościoła - widok na prezbiterium i lektorium

Od czasów rekonstrukcji kościoła po II wojnie światowej, miedziane lektorium znajduje się w tylnej części prezbiterium. Jest to tylko część pierwotnego lektorium, które zostało wybudowane w latach 1712–1715.
Pierwsze wzmianki o lektorium pochodzą z roku 1710, a znajdują się w uchwałach ówczesnych władz kościelnych dot. wymiany drewnianego lektorium z 1593 na lektorium miedziane. W 1711 zlecono rzeźbiarzowi François Douwe wykonanie dekoracji lektorium. 20 września 1712, po zatwierdzeniu projektu przez kustoszy kościelnych, zlecono wykonanie lektorium renomowanemu odlewnikowi mosiądzu Quirijnowi de Visser Willemszowi z Rotterdamu. François Douwe sam wyciął drewniane formy dla odlewów. Wyrzeźbił również wiele dekoracji z marmuru. Całe dzieło zostało ukończone w 1715 i zamontowane w zamknięciu prezbiterium, między drugim rzędem filarów. Podczas bombardowania w maju 1940 roku duża część lektorium została poważnie uszkodzona. Po odrestaurowaniu uzyskało ono obecny wygląd.

### Grobowce
W posadzkach kaplic oraz w ramion transeptu znajdują się liczne nagrobki. Początkowo w kościele dokonywano tylko pochówków osób duchownych, choć jeszcze przed reformacją możliwe były również pochówki osób świeckich. Zwyczaj grzebania osób świeckich w kościele upowszechnił się szerzej dopiero po nadejściu reformacji. Pochówek wewnątrz kościoła podyktowany był jednak nie tylko ówczesną modą, ale także ograniczonym miejscem na przykościelnym cmentarzu. W 1623 w kościele znajdowało się ponad 900 kamiennych nagrobków. Niektóre były bardzo bogato zdobione reliefami i herbami, inne z kolei były proste, czasem miały tylko numer grobowca. 
Ostatni pochówek, Wilhelminy Wagemaker, miał miejsce w poniedziałek 27 sierpnia 1832. Wówczas ogólna liczba nagrobków w kościele wyniosła ok. 1360. Wyobrażenie o ich liczbie przed 1940 dają XVII-wieczne obrazy, zdobiące wnętrza kościoła. Większa część nagrobków przepadła w wielkim pożarze, wywołanym zbombardowaniem Rotterdamu w maju 1940. Ocalałe nagrobki, nadające się do rekonstrukcji, zostały odrestaurowane i umieszczone w samym kościele i wokół niego.

#### Grobowiec Johana van Brakela

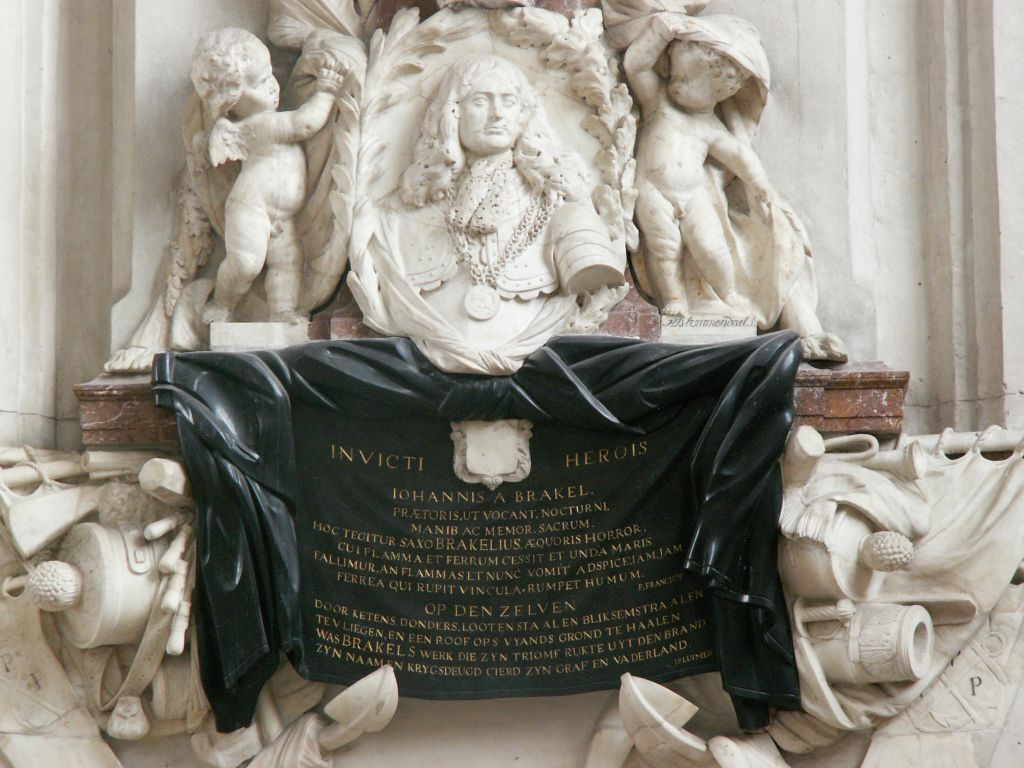
Grobowiec Johana van Brakela

Grobowiec Johana van Brakela znajduje się w kaplicy przylegającej do północno-zachodniej ściany północnego ramienia transeptu. Johan van Brakel urodził się w Rotterdamie w 1618. W wieku 22 lat stał się członkiem flotylli państwowej. W 1666 wyróżnił się podczas bitwy czterodniowej zdobywając nieprzyjacielski okręt, podczas gdy jego własny okręt został zatopiony. Van Brakel dowody swojej odwagi i wytrwałości dał również w kolejnych latach uczestnicząc w kilku bitwach morskich. W 1688 towarzyszył księciu Wilhelmowi III Orańskiemu w drodze na tron króla Anglii. Van Brakel zginął 10 lipca 1690 w walce z Francuzami w pobliżu Beachy Head.

#### Grobowiec Egberta Kortenaera
Grobowiec Egberta Meussena Kortenaera znajduje się naprzeciwko północno-wschodniej ściany północnego ramienia transeptu. Kortenaer urodził się w 1604 w Groningen. W 1653 służył jako kapitan pod dowództwem admirała Trompa. Podczas bitwy morskiej pod North Foreland admirał Tromp został ranny, a swe insygnia admiralskie przekazał Kortenaerowi. W czasie II wojny północnej Kortenaer walczył po stronie króla Danii przeciwko królowi Szwecji. Ze względu na swój udział w bitwie został awansowany na stopień wiceadmirała, a przez króla Danii odznaczony Orderem Słonia. W 1665 został mianowany admirałem-porucznikiem Admiralicji w Rotterdamie. Kortenaer zginął w 1665 podczas drugiej wojny angielsko-holenderskiej w bitwie morskiej pod Lowestoft.

#### Grobowiec Witte Corneliszoona de Witha

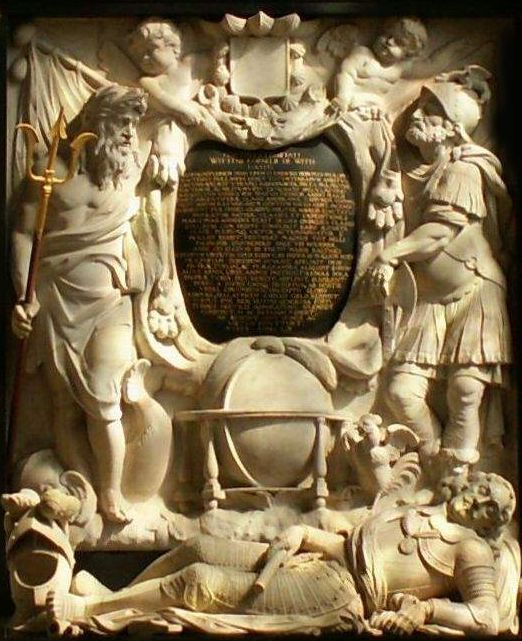
Grobowiec Witte de Witha

Witte de With, urodzony w 1599 w Den Briel, zdobył sobie miejsce w historii Holandii z dwóch powodów: wyjątkowo trudnego charakteru i równie wyjątkowej odwagi. Pomimo jego konfliktów z przełożonymi, które omal nie doprowadziły go do skazania na karę śmierci w 1647, był nadal utrzymywany na swoim odpowiedzialnym stanowisku. Zasłużył się, między innymi, w podboju Dżakarty, w walkach z hiszpańską flotą skarbów i w bitwie na płyciźnie Downs, a jego odwaga, umiejętności żeglarskie i poczucie obowiązku były zarówno doceniane jak i budziły grozę. Witte de With zginął w 1658 podczas II wojny północnej na dowodzonym przez siebie okręcie Brederode. Zgodnie z napisem wyrytym na jego grobowcu, jego ciało zostało zabalsamowane i odesłane do ojczyzny, z wyrazami podziwu dla jego odwagi.

#### Model okrętu De Liefde
Przy grobie admirała Kortenaera, wysoko na ścianie pod oknem, znajduje się model okrętu De Liefde, symbolizującego zarówno żeglugę, handel i marynarkę wojenną, jak pamięć osoby zmarłej. Okręt ten ma fascynującą historię. W 1598 flota kilku okrętów wzięła udział w wyprawie handlowej do Chile, Peru, na wyspy Moluki i prawdopodobnie do Japonii. Po tym jak pierwszy okręt musiał zawrócić do portu macierzystego z powodu sztormu w Cieśninie Magellana, kolejny został przechwycony w Peru, a dwa następne wpadły w ręce Portugalczyków w pobliżu Tidore; pozostałe okręty, De Liefde i De Hope wzięły kurs na Japonię. De Hope prawdopodobnie zatonął podczas silnej burzy w 1600. De Liefde ostatecznie dotarł do wyspy Kiusiu w dniu 19 kwietnia tego samego roku, stając się tym samym pierwszym europejskim statkiem, który dotarł do Japonii. Wycieńczona załoga opuściła okręt, który został następnie rozebrany przez miejscową ludność. Ocalała tylko drewniana rufa, przechowywana obecnie w Muzeum Narodowym w Tokio.
W 1962 replika tej rufy została przekazana w darze miastu Rotterdam przez japońską delegację z Tokio. Dar został odwzajemniony kopią modelu okrętu De Liefde z kościoła św. Wawrzyńca.

#### Drzwi Manzù

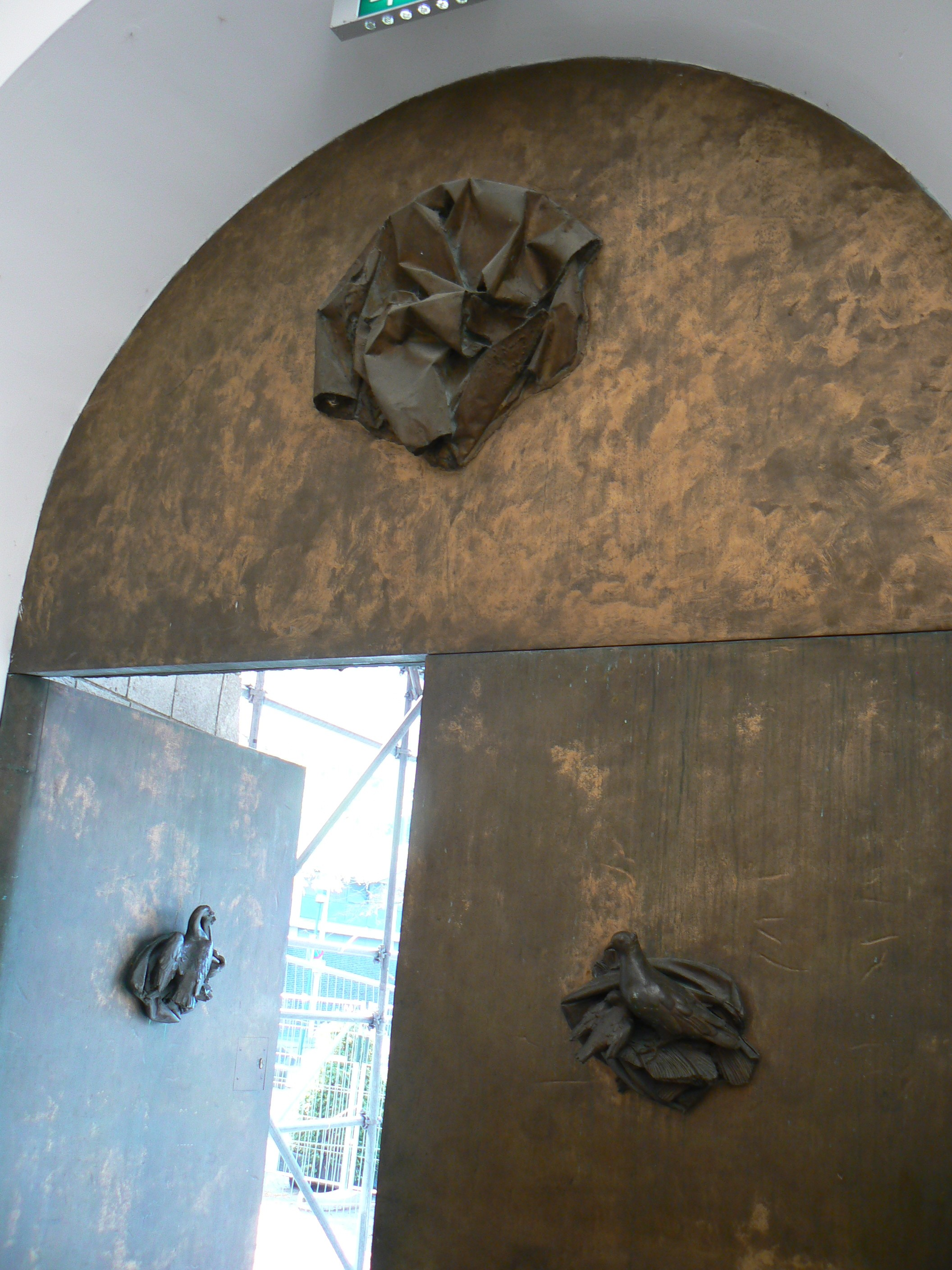
Drzwi Manzù

Drzwi do kościoła św. Wawrzyńca były darem pewnej rotterdamskiej firmy z okazji jej 150. rocznicy, przypadającej w 1968. Drzwi te (Porta della Pace e della Guerra) wykonał włoski rzeźbiarz Giacomo Manzù. Urodzony w 1908 w Bergamo artysta wykonał również drzwi do katedry w Salzburgu (Porta dell'Amore, 1958) oraz drzwi do Bazyliki Świętego Piotra na Watykanie (Porta della Morte, 1964). Drzwi do kościoła św. Wawrzyńca mogą być postrzegane jako zwieńczenie tej serii. Ich tematem ikonograficznym jest przedstawienie wojny i pokoju, a prawdopodobnym źródłem inspiracji seria Passione, wykonana przez artystę w latach 1938–1939. Wojnę i pokój Manzù ukazał w następujący sposób: gdy drzwi są zamknięte, widoczne jest na nich tematyczne przedstawienie wojny, a gdy są szeroko otwarte, wyobrażenie wojny znika z pola widzenia, a po wejściu przez nie oczom widza ukazuje się tematyczne przedstawienie pokoju, umieszczone w tympanonie ponad drzwiami.

### Organy
Kościół św. Wawrzyńca posiada wyjątkowy zestaw organów. Podczas odbudowy kościoła ze zniszczeń wojennych podjęto decyzję, aby wszystkie jego organy były zbudowane przez tego samego budowniczego (firmę Marcussen & Søn z Danii). Organy główne otrzymały nowy projekt, według historycznego wyglądu, autorstwa jednego z architektów odbudowy, J. Besemera. Prospekty organów w prezbiterium i transepcie pozostały oryginalne, Marcussen & Søn zainstalował w nich jedynie nowe zestawy piszczałek. 

#### Organy główne

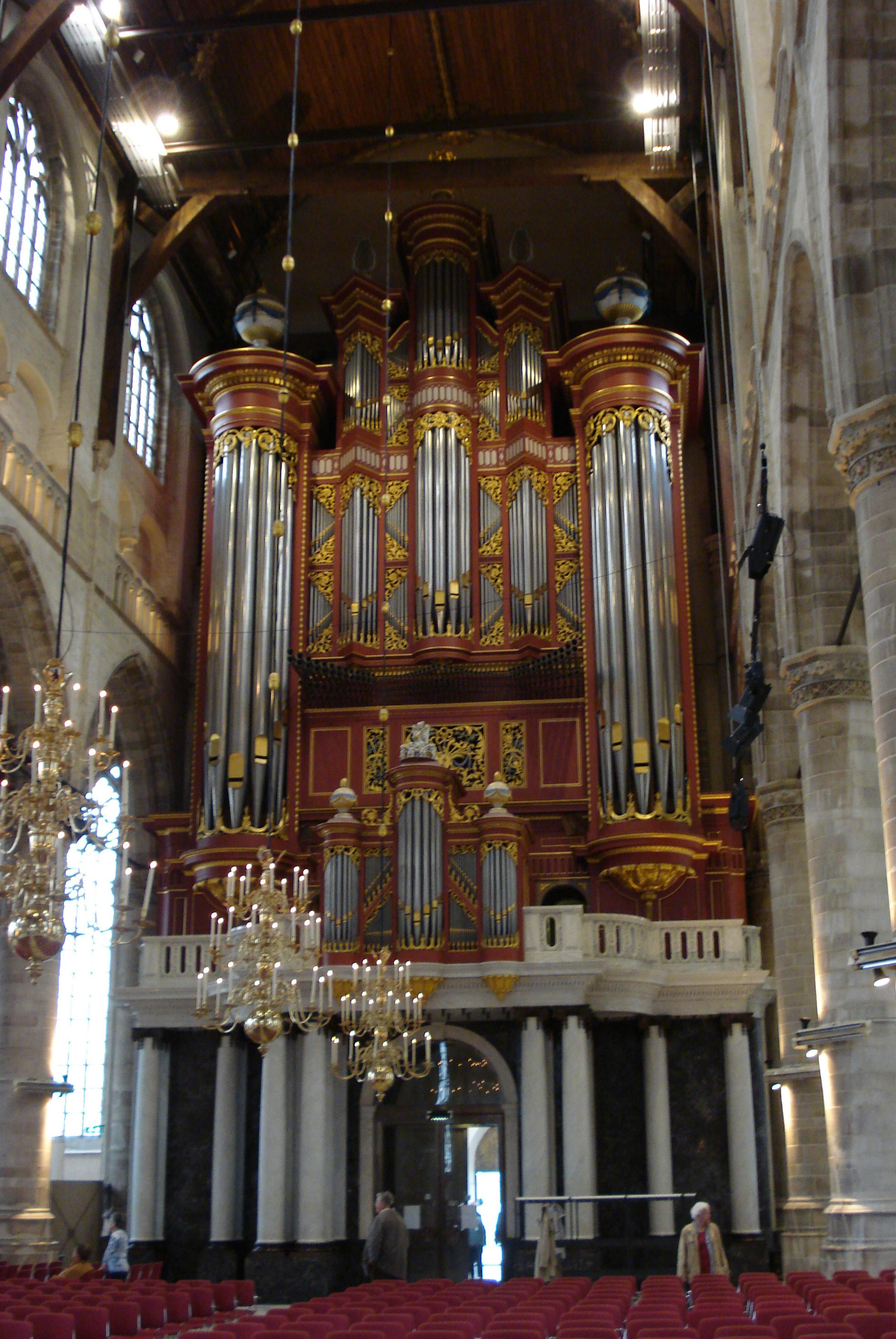
Organy główne kościoła św. Wawrzyńca

Organy główne mają 85 głosów i są największymi całkowicie mechanicznymi organami w Europie. Ich możliwości są niemal nieograniczone, dzięki czemu nadają się do wykonywania muzyki z różnych epok muzycznych, co jest wykorzystywane podczas organizowanych w kościele koncertów organowych. Na instrumencie tym może być wykonywana praktycznie cała literatura organowa; organy mają, oprócz rejestrów romantycznych, również kompletny zestaw trąbek hiszpańskich, umieszczony w górnej części. Ich dźwięk został zarejestrowany podczas specjalnej podróży studialnej do hiszpańskich organów.
Piszczałki organowe są podzielone według tak zwanych werków. W przypadku organów głównych są to: Hoofdwerk (Hauptwerk), Rugwerk (Rückwerk), Borstwerk (Brustwerk), Bovenwerk (Oberwerk), Pedaal (Pedał) i Chamadewerk (Werk z trąbkami hiszpańskimi). Rugwerk to „małe organy” za plecami organisty. Powyżej manuałów znajduje się brustwerk z piszczałkami brustpedału po obu stronach. Powyżej widnieje charakterystyczny, wystający poza obudowę, poziomy zestaw piszczałek trąbek hiszpańskich. Bezpośrednio nad nimi umieszczone są piszczałki hauptwerku, połączone z piszczałkami oberwerku. 
Całość jest flankowana wysokimi na 10 m piszczałkami pedału. Rückwerk ma ok. 1850 piszczałek, oberwerk – ok. 1470, pedał – 1050, brustwerk – 925 i trąbki hiszpańskie – 280. Organy główne w sumie mają ok. 7600 piszczałek. Prospekt organowy spełnia funkcję nie tylko dekoracyjną ale również akustyczną.

#### Organy w transepcie
Podczas rekonstrukcji kościoła podjęto decyzję o umieszczeniu organów również w transepcie. Komitet doradczy, nadzorujący odbudowę i renowację świątyni postanowił umieścić w transepcie organy stałe, które po tymczasowej funkcji jako instrument akompaniujący śpiewom podczas nabożeństw, miał być w później wykorzystywany podczas koncertów muzyki kameralnej. Przez przypadek znaleziono były prospekt organowy z kościoła św. Bartłomieja w Schoonhoven. Prospekt ten, wykonany w 1540 przez budowniczego organów z 's-Hertogenbosch Hendrika Niehoffa i stolarza Adriaana Schalkena, okazał się pasować (pod względem rozmiarów), do dawnych, małych organów z prezbiterium kościoła św. Wawrzyńca. Aż do 1721 organy te znajdowały się na miejscu obecnych organów w transepcie. We współpracy z firmą Marcussen & Son dokonano adoptacji prospektu do nowych organów w transepcie. Dodano jedynie rückpositiv, utrzymany całkowicie w tym samym stylu. W ścianie zrobiono niszę, aby pomieścić 16-stopowe piszczałki subbasu. Nie zmieniono przy tym intonacji instrumentu.

#### Organy w prezbiterium
Organy w prezbiterium również mają oryginalny prospekt, pochodzący ze Starego Konwentykla Katolickiego w Amsterdamie, datowany na ok. 1725. Charakterem swym prospekt ten nawiązuje do stylistyki szkoły budowniczego organów, Arpa Schnitgera. Przy pomocy oryginalnych technik konserwatorskich udało się przywrócić prospekt do pierwotnego stanu. Budowę samych organów zlecono firmie Marcussen & Søn. Ich dyspozycja miała nie odbiegać od dyspozycji obu pozostałych organów, jedynie brzmienie instrumentu dostosowano do przestrzeni prezbiterium. Organy idealnie nadają się do koncertów.

#### Organy w kaplicy
W 1990 kościół św. Wawrzyńca nabył organy od centrum Het Trefpunt, należącego do holenderskiego Zgromadzenia Reformowanego w Rotterdamie. Instrument ten został zbudowany z drewna dębowego przez budowniczego organów van Vulpena i oddany do użytku w kwietniu 1963.

### Carillon
W 1660 amsterdamski ludwisarz Hemony, na podstawie zlecenia rady miasta Rotterdam, odlał i zamontował zestaw dzwonów w wieży kościoła św. Wawrzyńca oraz w wieży ratusza. Podobnie jak w innych miastach Republiki Zjednoczonych Prowincji Niderlandzkich, carillony te były własnością miasta. Pierwszy dzwon kościoła św. Wawrzyńca został zawieszony już w 1461 i nosił nazwę Laurencius (Wawrzyniec). Carillon zainstalowany w XVII-wiecznym kościele św. Wawrzyńca składał się z 36 dzwonów o zakresie 3 oktaw nastrojonych według tonu głównego. Ze względu na restaurację wieży dzwony zostały zdjęte w 1934 i zainstalowane na nowo w 1939. Podczas bombardowania miasta 14 maja 1940 wieża została strawiona przez ogień. Ocalał jednak carillon i pierwotny bęben obrotowy.
Po odbudowie wieży carillon został w 1962 odrestaurowany przez ludwisarnię Royal Eijsbouts z Asten i rozbudowany do 49 dzwonów. W 1991 ta sama firma poddała mechanizm carillonu renowacji. Po II wojnie światowej w wieży kościelnej pod podłogą carillonu zostały zainstalowane trzy nowe dzwony, które mogą być używane jako uzupełnienie dzwonów carillonu. W użyciu jest nadal stary, XVII-wieczny bęben obrotowy.
Oprócz carillonu kościelnego Rotterdam ma jeszcze dwa inne carillony: duży, romantyczny carillon na wieży ratusza miejskiego i mniejszy na wieży kościoła Ojców-Pielgrzymów w dzielnicy Rotterdam-Delfshaven. 
Muzyka wykonywana na carillonie często składa się z transkrypcji XVIII i XIX-wiecznej muzyki na instrumenty klawiszowe, muzyki kameralnej i orkiestrowej, wykonywane są również transkrypcje utworów współczesnych, zaczerpniętych z muzyki pop lub musicali; istnieją też utwory skomponowane specjalnie na carillon.